# Martín Caparrós
Martín Caparrós (Buenos Aires, 1957) és un periodista i escriptor argentí.
Es va llicenciar en història a París, va viure a Buenos Aires, Madrid i Nova York, va dirigir revistes de llibres i revistes de cuina, va traduir Voltaire, Shakespeare i Quevedo, va rebre el premi Planeta i el premi Herralde de novel·la, el premio Rey de España de periodisme, la beca Guggenheim, té un fill i ha publicat uns trenta llibres. Els més recents són la novel·la Comí (2013) i l'assaig El Hambre.
El Hambre mira de descobrir els mecanismes que fan que gairebé mil milions de persones morin per culpa de no poder menjar el que necessiten, les seves històries personals i les dels qui treballen perquè no passi, i els discursos oficials i les seves mitges veritats, i el que no s'explica perquè no interessa que se sàpiga. Publicat per primera vegada el 2013, el 2015 es publicà en més de quinze països.

## Obres

### Novel·les
- Ansay o los infortunios de la gloria (1984)
- No velas a tus muertos (1986)
- El tercer cuerpo (1990)
- La noche anterior (1990)
- La Historia (1999)
- Un día en la vida de Dios (2001)
- Valfierno (2004, premio Planeta Argentina)
- A quien corresponda, (2008)
- Los Living, (2011, Premio Herralde)
- Comí, (2013)
- Echeverría, (2016)
- Todo por la patria, (2018)
- Sinfín, (2020)

### Altres obres
- Larga distancia, cròniques de viatge, 1992
- ¡Dios mío! Un viaje por la India en busca de Sai Baba, cròniques de viatge, 1994
- La Patria Capicúa, ensayo, 1995
- La Voluntad. Una historia de la militancia revolucionaria en la Argentina 1966-1978, junt amb Eduardo Anguita; 3 toms, Buenos Aires, 2007-2008
- La guerra moderna, crónicas de viaje, 1999
- Extinción. Últimas imágenes del trabajo en la Argentina, fotos de Dani Yako, 2001
- Bingo!, ensayo, 2002
- Qué país. Informe urgente sobre la Argentina que viene, ensayo, 2002
- Boquita, 2005
- Amor y anarquía. La vida urgente de Soledad Rosas, història novel·lada de la vida de la jove anarquista que se suïcidà a Itàlia en 1998; Planeta, Buenos Aires, 2003
- Pali Pali - Impresiones Coreanas, 2012

- El Interior, crónicas de viajes por las provincias argentinas, 2006 y 2014
- Una luna, diario de hiperviaje, 2009
- Contra el Cambio, crònica literària/ periodística. Mirada crítica de l'agenda mundial sobre el canvi climàtic, 2010
- Argentinismos, ensayos. Mirada crítica de l'Argentina actual, 2011
- El Hambre, llibre d'investigació sobre la fam al món, 2014
- Lacrónica, selecció omentada de la seva no-ficció, 2015

Ha publicat també edicions crítiques de dos texts de Voltaire -El ingenuo i Filosofía de la historia-, i del Plan revolucionario de operaciones de Mariano Moreno, així com una traducció en vers de Romeo y Julieta, de Shakespeare.

## Filmografia
- Crónicas Mexicas, ideada per Eduardo Montes-Bradley i dirigida por Rita Clavel. Argentina, 2003. Documental en el que Caparrós recorre Mèxic
- ¿Quién mató a Mariano Ferreyra?, dirigida per Alejandro Rath i Julián Morcillo (2013). Caparrós personifica Andrés Oviedo, un periodista que investiga l'assassinat del militant Mariano Ferreyra.

## Premis i reconeixements
- Rei d'Espanya 1992 per Crónicas de fin de siglo
- Beca Guggenheim (1993)
- Premi Konex 2004: Diploma al Mérito, disciplina "Memorias y Testimonios"
- Premi Planeta Latinoamérica 2004 por Valfierno
- Premi Herralde de Novel·la 2011 per Los Living[4]
- Premi Konex de Platino 2014, disciplina "Crónicas y Testimonios"
- Premi Cálamo Extraordinario 2016 (Zaragoza, España) per El Hambre
- Premio Letterario Internazionale Tiziano Terzani 2016 (Udine, Itàlia) per La Fame.
- Premi Internacional d'Assaig Caballero Bonald 2016 (Jerez, Espanya) per El Hambre.
- Premio Nacional de Periodismo Miguel Delibes 2017 (Valladolid, España) pels articles a El País Semanal.
- Premi María Moors Cabot 2017 (Universitat de Colúmbia, Estats Units)
- Premio Ortega y Gasset a la trajectòria professional 2023[5]